# Sapromyza pleuralis
Sapromyza pleuralis är en tvåvingeart som först beskrevs av Kertesz 1913.  Sapromyza pleuralis ingår i släktet Sapromyza och familjen lövflugor. Inga underarter finns listade i Catalogue of Life.